# Стокет (Монтана)
Стокет (енгл. Stockett) насељено је место без административног статуса у америчкој савезној држави Монтана.

## Демографија
По попису из 2010. године број становника је 169.
| Група             | 2000.    | 2010.       |
| Белци             | 0 (0,0%) | 157 (92,9%) |
| Афроамериканци    | 0 (0,0%) | 0 (0,0%)    |
| Азијати           | 0 (0,0%) | 0 (0,0%)    |
| Хиспаноамериканци | 0 (0,0%) | 1 (0,6%)    |
| Укупно            | 0        | 169         |